# مايك جونستون (لاعب كرة قاعدة)
مايك جونستون (بالإنجليزية: Mike Johnston)‏ هو لاعب كرة قاعدة أمريكي، ولد في 30 مارس 1979.

## وصلات خارجية
- مايك جونستون على موقع دوري كرة القاعدة الرئيسي (الإنجليزية)
- مايك جونستون على موقعبيزبول رفرنس.كوم (الدوري الرئيسي) (الإنجليزية)
- مايك جونستون على موقعبيزبول رفرنس.كوم (الدوري الثانوي) (الإنجليزية)
- مايك جونستون على موقع إي إس بي إن.كوم (أم.أل.بي) (الإنجليزية)